# South Park: Phone Destroyer
South Park: Phone Destroyer es un videojuego de rol de acción freemium desarrollado por RedLynx en colaboración con South Park Digital Studios y Ubisoft Pune, y publicado por Ubisoft. Fue publicado tanto en iOS como en Android el 9 de noviembre de 2017.

## Jugabilidad
El objetivo principal del juego es "destruir" el teléfono del rival, a través de batallas entre los personajes de la serie de televisión South Park, comandados por el "niño nuevo". Dichos personajes están representados por cartas coleccionables, las que se pueden combinar con otras para mejorar sus características. Para poder jugar, el jugador debe formar un mazo de 12 cartas.
Hay diferentes versiones de cada personaje que el jugador puede desbloquear abriendo paquetes de cartas, como Stan que está vestido como un programa de Tron, o Cartman que está vestido como sheriff o AWESOM-O. Cada carta tiene su propia habilidad especial y su propósito único.
El niño nuevo puede subir de nivel (puntos de salud y ataque) ganando experiencia, ya sea a través de la combinación de cartas, o a través de donaciones.

### Partida
Cada partida empieza con el mazo del jugador ordenado al azar con 5 cartas visibles, 8 unidades de energía y tres segmentos de teléfono. Cada carta invocada cuesta cierta cantidad de energía, la que se va recuperando automáticamente con el tiempo; una vez que el personaje invocado abandona el campo de batalla, su carta vuelve al fondo del mazo, el que eventualmente volverá a aparecer.
El jugador que "destruya" los tres segmentos de teléfono del rival, o al que le queden más segmentos completos al terminar el tiempo, gana la partida. Si ambos jugadores tienen la misma cantidad de segmentos completos al finalizar el tiempo, empieza una muerte súbita. Si durante la muerte súbita, un jugador pierde un segmento de teléfono, el rival gana. Si ambos jugadores quedan con la misma cantidad de segmentos completos al finalizar el tiempo de muerte súbita, la partida se declara empate. El jugador victorioso puede abrir tres casilleros con premios, pudiendo abrir más si paga con billetes del juego.

### Modos de juego
El juego cuenta con diversos modos de juego:
- Campaña para un jugador, donde este se enfrenta a hordas de personajes y un jefe, con tal de obtener premios (véase Trama más adelante). Estas partidas no tienen tiempo límite.
- Peleas JcJ, modalidad en línea con tiempo límite, donde el jugador se enfrenta contra un jugador aleatorio, pudiendo avanzar en el ranking mundial y obtener mejores premios a medida que progresa. El jugador tiene la oportunidad de obtener premios a través de las siguientes modalidades:
  - Pack JcJ, que se obtiene al destruir 5 segmentos de teléfono. Una vez canjeado, estará disponible nuevamente tras 4 horas.
  - Pase de batalla, el cual dura 28 días y posee 35 categorías con premios. Cada categoría se otorga al destruir 8 segmentos de teléfono. Hay dos pases de temporada paralelos: uno gratuito, y otro premium, el que el jugador puede comprar en cualquier momento con 500 billetes del juego.
  - Eventos de tiempo limitado, donde el jugador obtiene puntos por realizar ciertas acciones, los que se traducen en premios tanto para el jugador como para el equipo.
  - Caos, una oportunidad de tiempo limitado para obtener premios, a través de partidas JcJ con reglas especiales. Empieza los miércoles y dura 48 horas.
- Guerra de equipos, donde cada semana, el jugador puede participar por premios especiales en partidas en línea estilo JcJ. El equipo con más victorias al finalizar la guerra, obtiene mejores premios. La guerra de equipos se divide en tres etapas:
  - Fase de votación (lunes y martes): el jugador debe elegir una de un par de cartas, en doce pares de estas, seleccionadas al azar. Las cartas que tengan más votos, formarán el mazo del equipo.
  - Fase de mejora (miércoles a viernes): una vez formado el mazo del equipo, el jugador debe mejorar las cartas del mazo a través de chapitas, las que se obtienen al abrir el primer pack JcJ del día.
  - Fase de guerra (sábado y domingo): el jugador juega partidas JcJ con el mazo del equipo, cuyo nivel está entre el nivel de las cartas del mazo del equipo, y las cartas en posesión del jugador que participa. Cuando el jugador alcance tres victorias o tres derrotas, la guerra habrá terminado para este.

### Gestión de cartas
El jugador puede formar uno o más mazos de cartas en base a las estrategias de su preferencia. Cada mazo puede tener hasta dos tipos de cartas, además del tipo neutral. Las cartas se obtienen mediante paquetes, los que se pueden obtener a través de premios al ganar partidas o en eventos, o bien a través de microtransacciones.

#### Categorías y tipos de cartas
Las cartas se dividen en las siguientes categorías:
- Guerreros: personajes con estadísticas equilibradas.
- Tanques: personajes con gran cantidad de salud pero que infligen daño reducido.
- Asesinos: personajes con salud reducida pero que infligen gran cantidad de daño.
- Tiradores: personajes que atacan a distancia.
- Personajes no vivientes: objetos que se ponen en el campo de juego y entregan ventajas al jugador. Al igual que los personajes vivientes, tienen salud finita, la que se va reduciendo con el tiempo.
- Hechizos: cartas que alteran el campo de juego.
- Ítemes, cartas destinadas a ser combinadas con otras.

Además, las cartas también se clasifican en función de su forma de combatir:
- Estándar: personajes terrestres que atacan a otros personajes y al niño nuevo.
- Volador: personajes que reciben daño solo de unidades voladoras y tiradores, y del líder (niño nuevo) del rival.
- Cazador de cabezas: personajes que solo atacan al líder (niño nuevo) del rival.

A su vez, las cartas se dividen en los siguientes tipos:
- Neutral, cartas sin un tipo definido
- Aventura, representada por Cartman sheriff[n 1]
- Ciencia ficción, representada por AWESOME-O[n 2]
- Mística, representada por Cartman Zen[n 1]
- Fantasía, representada por Gran brujo Cartman[n 3]
- Superhéroes, representada por el Coon[n 4]

#### Acciones de las cartas
Algunas cartas tienen un poder especial, el que se activa al realizar ciertas acciones:
- Grito de guerra: cuando el jugador pone una carta en el campo de juego, su poder especial se activa.
- Cargado: cuando el personaje tiene una barra de progreso y está llena, el jugador puede activar su poder especial.
- Aura: personajes que forman un aura a su alrededor, alterando el campo de juego dentro de ese rango.
- Furia: la que se activa cuando la salud del personaje en juego baja de cierto rango.
- Golpe final: cuando el personaje abandona el campo de juego, su poder especial se activa.

#### Otros aspectos
- Combinación de cartas: las cartas se pueden combinar con otras, ya sea con ítemes de mejora, o copias de la misma carta, con tal de mejorar sus características.

- Niveles de rareza: como en cualquier juego de cartas coleccionables, las cartas se clasifican en los siguientes niveles de rareza: Común, Rara, Épica y Legendaria.
- Donaciones: cada miembro de un equipo puede pedir cartas a sus colegas. Los jugadores que donen cartas, obtendrán monedas y experiencia.
- Monedas, las que se pueden usar para comprar ítemes en la tienda de Cartman y para pagar combinaciones de cartas.
- Tickets, los que se pueden usar para comprar ítemes en la tienda de Butters.
- Billetes, los que se pueden canjear por cartas, paquetes o monedas. Estos se pueden comprar con dinero real.

## Elementos del menú
El menú del juego es representado por el barrio de South Park, y a su vez a través de un teléfono inteligente con iconos que representan apps:
- Editor de mazos, donde el jugador puede crear uno o más mazos en base a las estrategias de su preferencia. Está ambientada en la casa del "niño nuevo".
- Pelea JcJ, donde el jugador puede participar en partidas en línea y comprar ítemes en la tienda de Butters.
- Equipos, donde el jugador puede unirse a un equipo y participar en la guerra de equipos, así como también pedir y donar cartas a los miembros del equipo.
- Tienda diaria y Tienda de packs, donde el jugador puede comprar ítemes con monedas y billetes del juego, así como también comprar algunos ítemes con dinero real. Ambientada en la casa de Cartman.
- App de Escort, donde Wendy asigna al jugador diversas misiones, cuyos premios son cartas.
- Inventario, con un resumen de los ítemes del jugador.
- Noticias, entrega información de los desarrolladores.
- Avatar, donde el jugador puede personalizar al niño nuevo, como el color de piel y el género.
- Ropa, donde el jugador puede ver los atuendos disponibles y usarlos con el "niño nuevo".
- Logros, donde el jugador puede ver su progreso de logros.
- Mensajes, app de mensajería donde el jugador puede ver los mensajes enviados por los personajes del juego (en su mayoría humorísticos).
- Estadístcas, información general del estado del jugador.
- Facebook y Twitter, enlaces a las redes sociales mencionadas.
- Ajustes, donde el jugador puede ajustar parámetros, reportar jugadores o ver la ayuda del juego.

## Trama
Los niños de South Park discuten sobre un nuevo juego para ellos. Cartman, que se viste de sheriff, decide que los niños jueguen a los indios y vaqueros. Al principio, los niños parecen reacios hasta que Cartman sugiere que el Niño Nuevo puede ayudar a los Vaqueros a ganar el juego. Utilizando FaceTime para ponerse en contacto con el Chico Nuevo, los invita a venir a jugar mediante el uso de su teléfono inteligente que él apoda como un arma poderosa, que puede asegurar su victoria. El final del juego depende de si el jugador compró cosas con dinero real lo que resulta en 3 resultados diferentes a las "contribuciones al juego" del Chico Nuevo (Compras En-App).

### Finales
- No se gasta dinero: Los niños están decepcionados ya que sabían que la gente trabajaba duro en el juego. Stan dice entonces que sabía que no conseguirían nada haciendo del juego un juego "Freemium".

- Algo de dinero gastado: Cartman concluye que el dinero gastado es lo que el Chico Nuevo pensó que valía la pena. Los niños reflexionan sobre lo que podrían comprar con el dinero que el jugador gastó. Stan dice que deberían haber cobrado a los jugadores por jugar el juego primero, como en los viejos tiempos.

- Mucho dinero gastado: Los niños están tan contentos que el jugador gastó mucho en compras en-app y Kyle dice que el jugador debería ver a alguien sobre la adicción a los juegos móviles.

## Lanzamiento y recepción
South Park: Phone Destroyer fue anunciado en la Conferencia de Ubisoft durante el E3 2017. Luego fue lanzado en todo el mundo el 9 de noviembre de 2017. El juego recibió un lanzamiento suave en beta en los siguientes países, Canadá, Dinamarca, Finlandia, Brasil, Noruega y Suecia.
South Park: Phone Destroyer obtuvo una calificación de 67 en Metacritic en su versión para iOS, basado en 14 reseñas (tanto para la versión de iOS como la de Android). Vandal lo cita como «un juego muy divertido, entretenido, que ofrece una adaptación muy loable del universo de South Park bajo la tutela de Ubisoft», calificándolo con un 8.5. IGN España cita que «es la demostración de que con buen hacer, incluso en un teléfono móvil es posible reflejar todo el ambiente de South Park.», calificándolo con un 8.2. Otras reseñas menos optimistas, como las de God is a Geek, critican su modo en línea, pero a la vez alaban su apariencia, el modo campaña para un jugador, y el humor presente, calificándolo este con un 5.0.